# Kriget i Livland och Estland 1700–1710
Kriget i Livland och Estland utspelades mellan 1700 och 1710 under stora nordiska kriget. Kriget började med Sachsen-Polens belägring av Riga och upphörde i och med den ryska intagningen av Reval 1710. Efter kriget blev de svenska besittningarna Estland och Livland en del av det ryska kejsardömet.

## Viktiga slag och operationer
| Slag under kriget i Livland och Estland | Slag under kriget i Livland och Estland | Slag under kriget i Livland och Estland | Slag under kriget i Livland och Estland | Slag under kriget i Livland och Estland | Slag under kriget i Livland och Estland           | Slag under kriget i Livland och Estland |
| Slag                                    | Datum                                   | Svenskarnas antal                       | Ryssarnas antal                         | Svenska förluster                       | Ryska förluster                                   | Resultat                                |
| --------------------------------------- | --------------------------------------- | --------------------------------------- | --------------------------------------- | --------------------------------------- | ------------------------------------------------- | --------------------------------------- |
| Belägringen av Riga                     | 12 februari 1700 – Oktober 1700         | 4 000                                   | 18 000                                  | Okänt                                   | Okänt                                             | Svensk seger                            |
| Slaget vid Jungfernhof                  | 6 maj 1700                              | 11 200                                  | 1 500                                   | Okänt                                   | Okänt                                             | Svensk seger                            |
| Slaget vid Varja                        | 28 oktober 1700                         | 800                                     | 5 000                                   | 280                                     | 1 500                                             | Svensk seger                            |
| Slaget vid Pühhajoggi pass              | 17 november 1700                        | 800                                     | 5 000                                   | Okänt                                   | Okänt                                             | Svensk seger                            |
| Slaget vid Narva                        | 20 november 1700                        | 12 300                                  | 30 000                                  | 667 döda 1 247 sårade                   | 9 000 döda 20 000 kapitulerade 700 tillfångatagna | Svensk seger                            |
| Slaget vid Petsjory                     | 13 februari 1701                        | 4 100                                   | 6 000                                   | 30 döda 60 sårade                       | 500 döda                                          | Svensk seger                            |
| Slaget vid Düna                         | 9 juli 1701                             | 7 000                                   | 20 000                                  | 100 döda 400 sårade                     | 1 300 döda och sårade 700 tillfångatagna          | Svensk seger                            |
| Slaget vid Rappin                       | 5 september 1701                        | 500-600                                 | 11 042                                  | 300 döda 33 tillfångatagna              | Okänt                                             | Rysk seger                              |
| Slaget vid Rauge                        | 5 september 1701                        | 2 000                                   | 7 000                                   | 100                                     | 2 000                                             | Svensk seger                            |
| Slaget vid Errastfer                    | 30 december 1701                        | 3 470                                   | 18 087                                  | 700 döda 350 tillfångatagna             | 1 000 döda 2 000 sårade                           | Rysk seger                              |
| Slaget vid Hummelshof                   | 19 juli 1702                            | 6 000                                   | 23 969                                  | 840 döda 2 000 tillfångatagna           | 1 500                                             | Rysk seger                              |
| Sjöslaget vid Embach                    | 27 april 1704                           | 570                                     | 7 317                                   | 190 döda 142 tillfångatagna             | 58 döda 162 sårade                                | Rysk seger                              |
| Slaget vid Wesenberg                    | 16 juni 1704                            | 1 400                                   | 8 000                                   | 400 döda 600 tillfångatagna             | Okänt                                             | Rysk seger                              |
| Belägringen av Dorpat                   | 4 juni – 13 juli 1704                   | 5 000                                   | 21 000                                  | 810 döda sårade                         | 317 döda 400 sårade                               | Rysk seger                              |
| Belägringen av Narva                    | 27 juni – 9 augusti 1704                | 4 500                                   | 45 000                                  | 2 700 döda 1 800 tillfångatagna         | 359 döda 1 340 sårade                             | Rysk seger                              |
| Slaget vid Wesenberg                    | 6 augusti 1708                          | 1 500                                   | 3 300                                   | 704 döda 244 tillfångatagna             | 16 döda 53 sårade                                 | Rysk seger                              |
| Belägringen av Riga                     | 3 november 1709 – 3 juni 1710           | 13 400                                  | 40 000                                  | 8 000 döda                              | 9 800 döda                                        | Rysk seger                              |
| Belägringen av Pärnu                    | 22 juli – 10 augusti 1710               | 1 000                                   | 6 000                                   | 880 döda                                | Okänt                                             | Rysk seger                              |
| Belägringen av Reval                    | 18 augusti – 30 september 1710          | 1 500 man                               | 15 000                                  | 1 420 döda                              | Okänt                                             | Rysk seger                              |